# Cerkiew Chrystusa Zbawiciela w San Francisco
Cerkiew Chrystusa Zbawiciela – prawosławna parafialna cerkiew w San Francisco, w dekanacie środkowego Pacyfiku diecezji Zachodu Kościoła Prawosławnego w Ameryce.
W 1952 Metropolia zakupiła budynek u zbiegu Dwunastej Alei i ul. Anza z zamiarem urządzenia w nim rezydencji arcybiskupa Jana, w której rozmieszczono również domową kaplicę Chrystusa Zbawiciela. Była ona ogólnie dostępna. W latach 50. i 60. XX wieku znaczna liczba rosyjskich wiernych prawosławnych przeniosła się do dzielnic sąsiadujących z domem arcybiskupa i zaczęła uczęszczać na nabożeństwa w jego kaplicy. W związku z tym postanowiono wznieść na tym miejscu większą cerkiew. Zbiórkę pieniędzy na jej budowę rozpoczęto w 1963. Ostateczny koszt budowy świątyni zamknął się w 120 tys. dolarów. Jej projektantem był Joseph Esherick, który wykonał projekt obiektu po wyjeździe do Rosji (parafianie pragnęli zbudować cerkiew w stylu świątyń ziemi pskowskiej i nowogrodzkiej).
Cerkiew była gotowa w 1965. Została poświęcona w tym samym roku przez biskupa Jana i metropolitę Ireneusza. Do 2001 posiadała status świątyni pomocniczej parafii Trójcy Świętej w San Francisco, działającej przy soborze katedralnym. Od wymienionego roku jest cerkwią samodzielnej parafii Chrystusa Zbawiciela.